# The Haunting in Connecticut 2: Ghosts of Georgia
The Haunting in Connecticut 2: Ghosts of Georgia är en amerikansk psykologisk skräckfilm från 2013, samt en andlig uppföljare till den andra skräckfilmen The Haunting in Connecticut, från 2009. För manuset ansvarar David Coggeshall, medan regibiten ansvaras av Tom Elkins. Filmen släpptes för första gången, både under en begränsad biopremiär och via video on demand, den 1 februari 2013. Den släpptes senare även på DVD i Sverige, vilket inträffade den 8 maj samma år.

## Handling
Filmens handling kretsar kring familjen Wyrick, som precis har flyttat in i ett historiskt hus, beläget i den amerikanska delstaten Georgia. När familjen väl har flyttat in i huset, så får de ganska så snabbt reda på, att de inte är de enda personerna som bor i det. De ska snart även komma att befinna sig i en närvaro, detta av en underjordisk hemlighet, som hotar att fälla allt och alla i sin väg.

## Rollista (i urval)
| Abigail Spencer     | – Lisa Wyrick  |
| Chad Michael Murray | – Andy Wyrick  |
| Emily Alyn Lind     | – Heidi Wyrick |
| Katee Sackhoff      | – Joyce        |
| Cicely Tyson        | – Mama Kay     |
| Grant James         | – Mr. Gordy    |